# Rodenecker und Lüsner Alm

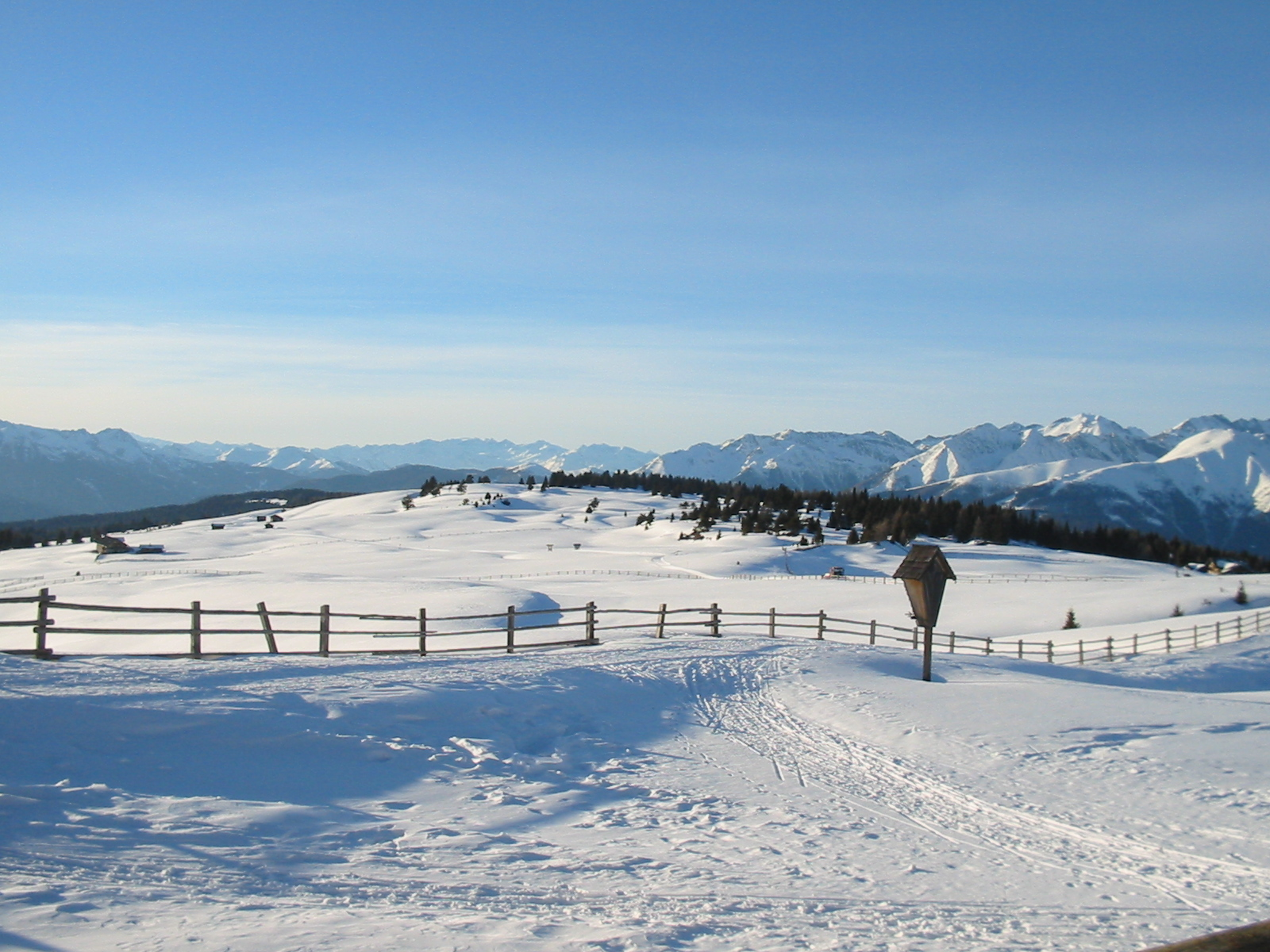
Winteransicht der Alm vom Starkenfeld aus gesehen

Die Rodenecker und Lüsner Alm (italienisch Alpe di Rodengo bzw. Alpe di Luson) ist mit rund 2300 ha Größe eines der größten Almgebiete Südtirols und zählt zu den größten Hochflächen Europas. Sie liegt in den Lüsner Bergen, einer nördlichen Untergruppe der Dolomiten in Italien. Der Bergkamm des Almgebiets erstreckt sich zwischen dem Lüsner Tal im Süden bzw. Westen, dem Pustertal im Norden und dem Gadertal im Osten. Die Rodenecker Alm und die Lüsner Alm sind dabei nicht zwei streng voneinander abgrenzbare Bereiche. Als Rodenecker Alm wird insbesondere der nordwestliche Teil des Gebiets zwischen Zumis und der Starkenfeldhütte bezeichnet. Der Bereich südöstlich vom Confinweg (Grenzweg zwischen den Gemeinden Rodeneck und Lüsen) und der weitere darauf folgende Bereich bis zum Maurerberg nahe dem Würzjoch hingegen ist gemeinhin als Lüsner Alm bekannt. 

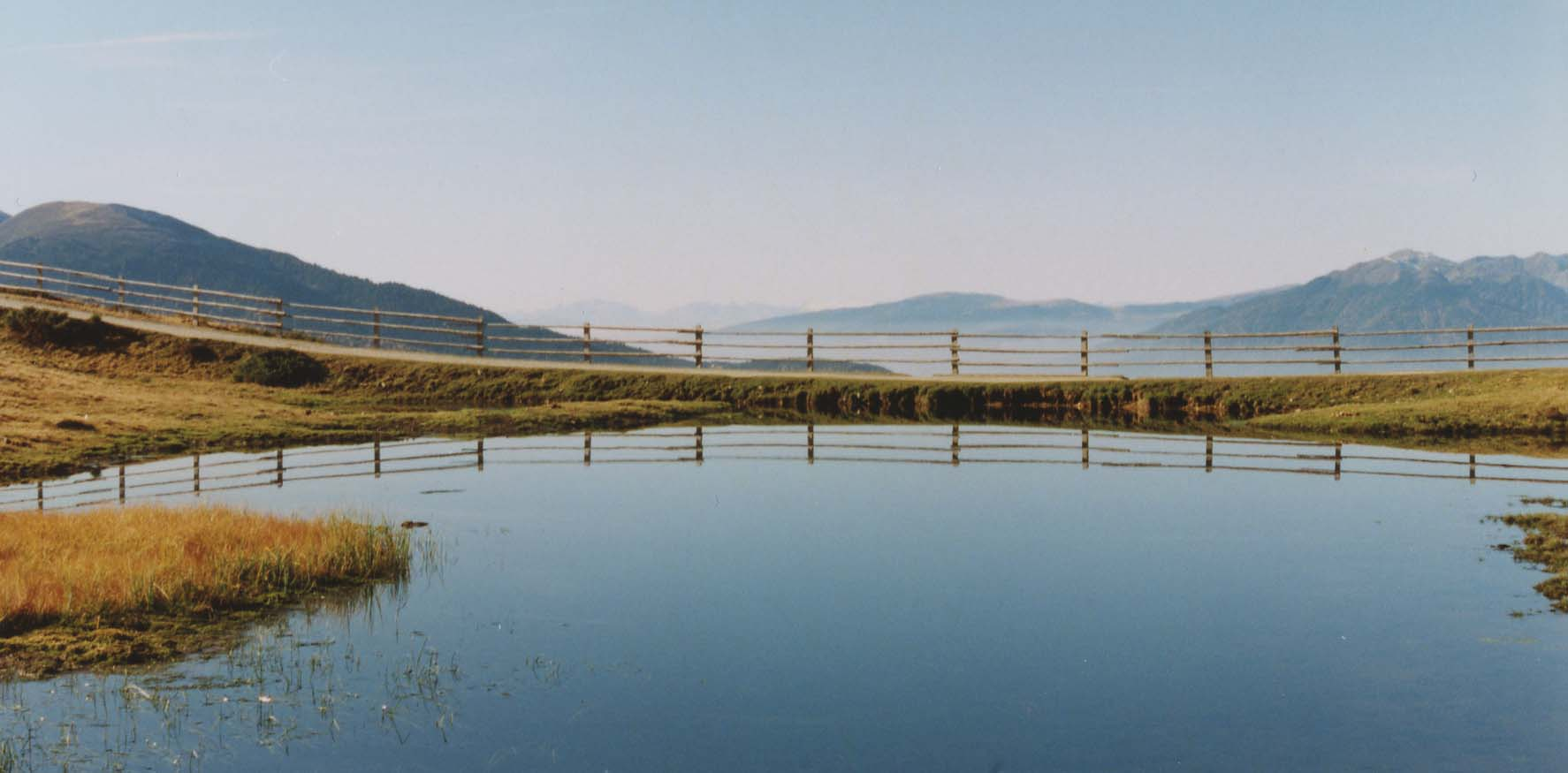
Einer der zahlreichen Gebirgsseen auf der Alm

## Geographie
Die Alm hat eine Größe von rund 2300 ha, befindet sich auf einer Höhe von 1700 bis 2300 m. Sie nimmt die gesamte Gipfelflur des Bergrückens ein, der das Lüsner Tal auf der orographisch rechten Seite begleitet und keine ausgeprägten Gipfelformen aufweist. Im Nordwesten beginnt das Almgebiet bei Zumis, im Südosten endet es über dem Würzjoch.
Die sanften und leicht erwanderbaren Gipfel der Lüsner und Rodenecker Alm – Astjoch (2194 m), Campill (2190 m), Glittnerjoch (2191 m) und Maurerberg (2326 m) – ermöglichen eine weite Rundsicht und sind ein gern besuchtes Wandergebiet. 
Administrativ ist die Almfläche unter mehreren Gemeinden aufgeteilt. Die größten Flächen gehören zur Gemeinde Lüsen, kleinere Anteile rechnen zu den Gemeinden Rodeneck, St. Lorenzen, Enneberg und St. Martin in Thurn.
Erreichbar ist die Lüsner Alm mit öffentlichen und privaten Verkehrsmitteln, von den Parkplätzen Oberflitt und Schweiger Böden (über den Hauptort Lüsen und deren Fraktionen Rungg bzw. Flitt), von Lüsen Berg, von Hinterlüsen (Parkplatz Goar), vom Parkplatz Zumis (Rodenecker Alm) sowie vom Pustertal und Gadertal über die Ortschaften Ellen, Onach, Wellschellen und Untermoi.

## Almwirtschaft

Die Alm im Winter

Eine Besonderheit der örtlichen Almwirtschaft liegt darin, dass sie sich im Unterschied zu den sonst sehr verbreiteten gemeinschaftlichen Interessentschaftsalmen noch kleinstrukturiert im Besitz von zahlreichen Bauern befindet. Um die 80 Almen sind auf dem Hochplateau verteilt, auf denen auch heute noch aktiv Almwirtschaft betrieben wird. Die Bauern mähen auf den Wiesen das Heu für den Winter, bringen ihr Vieh im Sommer auf die Weide und hüten neben den eigenen Kühen Lehnvieh von benachbarten Bauern. Im Schnitt werden rund 600 Stück Rind 100 Tage im Jahr auf der Alm gehalten.

## Geschichte

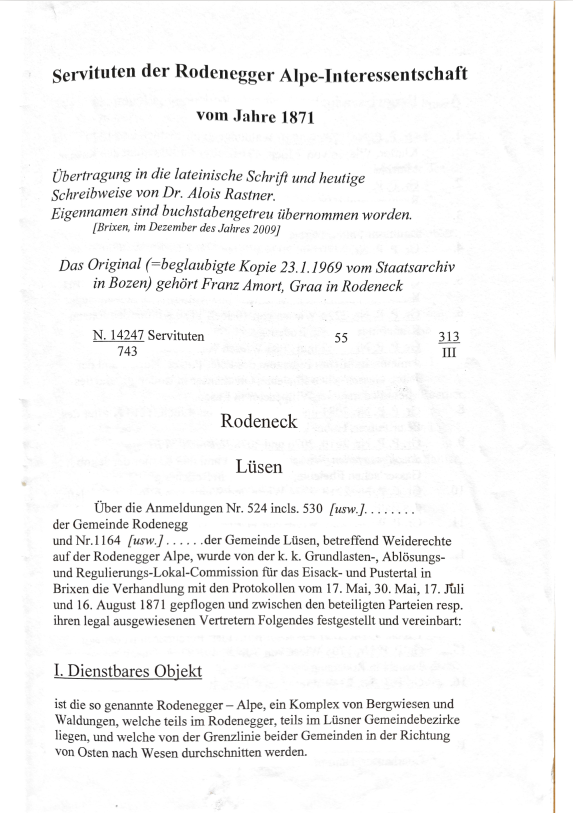
Urkundliche Erwähnung der Rodenegger Alpe 1871 als Hochalm auf dem Gebiet der Gemeinden Rodeneck und Lüsen

Das Gebiet ist historisch bedeutsam. So zeugen etwa verschiedene Spuren von Jägerrastplätzen von Siedlungen aus der Mittelsteinzeit. Nicht zuletzt ranken sich auch zahlreiche Sagen und Legenden um die Alm. So soll etwa der berüchtigte „Lauterfresser“ auf der Alm sein Unwesen getrieben haben, indem er beispielsweise am Starkenfeld das Wetter verhexte.
Bis zum Aufkommen des Tourismus in den 70er Jahren war die Bewirtschaftung der Alm weitestgehend landwirtschaftlicher Natur. Historisch belegt sind eine Vielzahl von Servituten (Dienstbarkeiten) zu Gunsten der Rodenecker und Lüsner Landwirte auf der gemeinsamen Alm, der Rodenegger Alpe.